# غادفة نيفادية
غادفة نيفادية (الاسم العلمي: Diaptomus nevadensis) هي نوع من القشريات تتبع جنس الغادفة من فصيلة الغادفات.